# Notoungulata
Die Notoungulata (gr. nótos ‚Süden‘ und úngula ‚Huf‘) sind eine Gruppe ausgestorbener Säugetiere, die zu den Südamerikanischen Huftieren (Meridiungulata) zählen. Sie lebten während des Känozoikums in Südamerika und starben im Pleistozän aus.

## Merkmale
Die Notoungulaten waren die vielfältigste Gruppe unter den heute ausgestorbenen Südamerikanischen Huftieren. Charakteristisch waren ihr breiter, flacher Schädel sowie Besonderheiten der Ohrregion. Die größten Vertreter (Gattung Toxodon) erreichten die Größe heutiger Nashörner, kleine Formen wie Pachyrukhos ähnelten heutigen Hasen.

## Entwicklungsgeschichte
Die Notoungulata haben wie die anderen Südamerikanischen Huftiere ihren Ursprung in Südamerika und blieben auch fast gänzlich auf diesen Kontinent beschränkt. Erst im Pleistozän, also kurz bevor die letzten Angehörigen der taxonomischen Gruppe ausstarben, erreichten sie mit Mixotoxodon den nordamerikanischen Kontinent. Früher vermutete man, Vertreter dieser Ordnung seien im Paläozän auch in Nordamerika und China vorgekommen, weil man die Familie der Arctostylopidae zu den Notoungulaten rechnete. Diese gelten heute aber als eigene Ordnung.
Die ursprünglichste Gruppe der Notoungulata sind die Notioprogonia, die vom oberen Paläozän bis ins mittlere Eozän vorkamen. Aus den Notioprogonia entwickelten sich die drei späteren Linien der Notoungulaten. Eine davon waren die Toxodonta, zu denen die Gattung Toxodon zählte, die bis ins späteste Pleistozän überlebte. Eine sehr eigentümliche Form der Toxodonta war Homalodotherium aus dem Miozän Patagoniens. Dieses große, schwer gebaute Tier besaß mächtige Grabklauen an den Vorderfüßen und erinnerte wohl etwas an die ebenfalls ausgestorbenen Chalicotherien aus der Ordnung der Unpaarhufer.
Weitere Toxodonten waren Thomashuxleya, eine Stammform aus dem Eozän, sowie Scaritta aus dem Oligozän und Nesodon aus dem Miozän.
Eine weitere Gruppe der Notoungulata, die Typotheria, erinnerten an große Nagetiere oder Schliefer und erreichten etwa die Größe eines Schwarzbären. Sie waren vom Paläozän bis ins Pleistozän verbreitet. Eine letzte Gruppe waren die Hegetotheria, die Hasen glichen.
Da Südamerika im Tertiär über einen langen Zeitraum von den anderen Kontinenten isoliert war, konnten sich die Notoungulaten wie viele andere südamerikanische Säugergruppen ungestört entfalten und zahlreiche Nischen besetzen. Sie brachten insgesamt 13 Familien mit über 100 Gattungen hervor. Wie viele andere südamerikanische Säugetiere starben die meisten Notoungluaten aber aus, als im späten Pliozän eine Landverbindung zwischen Süd- und Nordamerika entstand. Sie waren den aus Nordamerika einwandernden Arten nicht gewachsen. Als eine der wenigen Gattungen zeigte sich Toxodon den neuen Einwanderern ebenbürtig und überlebte den amerikanischen Faunenaustausch. Doch wenige Millionen Jahre später, am Ende des Pleistozän, starb es ebenfalls aus, womit die Ordnung der Notoungulata erloschen war.

## Innere Systematik
Die Innere Systematik nach McKenna & Bell:
- Ordnung Notoungulata Roth, 1903

- Acoelodus Ameghino, 1897
- Pleurystylops Ameghino, 1901
- Lophiodonticulus Ameghino, 1902
- Tonostylops Ameghino, 1902
- Isotypotherium Ameghino, 1904
- Epitypotherium Ameghino, 1904
- Carolodarwinia Ameghino, 1901
- Ortholophodon Roth, 1902
- Procolpodon Ameghino, 1904
- Senodon Ameghino, 1895
- Loxocoelus Ameghino, 1895
- Pyralophodon Ameghino, 1904
- Orthogeniops Ameghino, 1902
- Pyramidon Roth, 1901
- Archaeotypotherium Roth, 1901
- Archaeogaia Zimicz, Fernández, Bond, Chornogubsky, Arnal, Cárdenas & Carlos Fernicola, 2020

- Unterordnung Notioprogonia Simpson, 1934

- Satshatemnus Soria, 1990
- Seudenius Simpson, 1935

- Familie Henricosborniidae Ameghino, 1901

- Nanolophodon Castro, García-López, Bergqvist & de Araújo-Júnior, 2021
- Othnielmarshia Ameghino, 1901
- Peripantostylops Ameghino, 1904
- Orome Bauzá, Gelfo & López, 2019
- Henricosbornia Ameghino, 1901
- Simpsonotus Vucetich & Fernandez, 1978

- Familie Notostylopidae Ameghino, 1897

- Homalostylops Ameghino, 1901
- Notostylops Ameghino, 1897
- Edvardotrouessartia Ameghino, 1901
- Boreastylops Vucetich, 1980
- Otronia Roth, 1901
- Chilestylops Bradham, Flynn, Croft & Wyss, 2015

- Unterordnung Toxodontia Owen, 1853

- Brandmayria Cabrera, 1935
- Colhuelia Roth, 1902
- Lafkenia Roth, 1902

- Colhuapia Roth, 1902

- Allalmeia Rusconi, 1946
- Brachystephanus Simpson, Minoprio & Patterson, 1962
- Xenostephanus Simpson, Minoprio & Patterson, 1962
- Phanotherus Ameghino, 1889
- Hermoseodon Mercerat, 1917

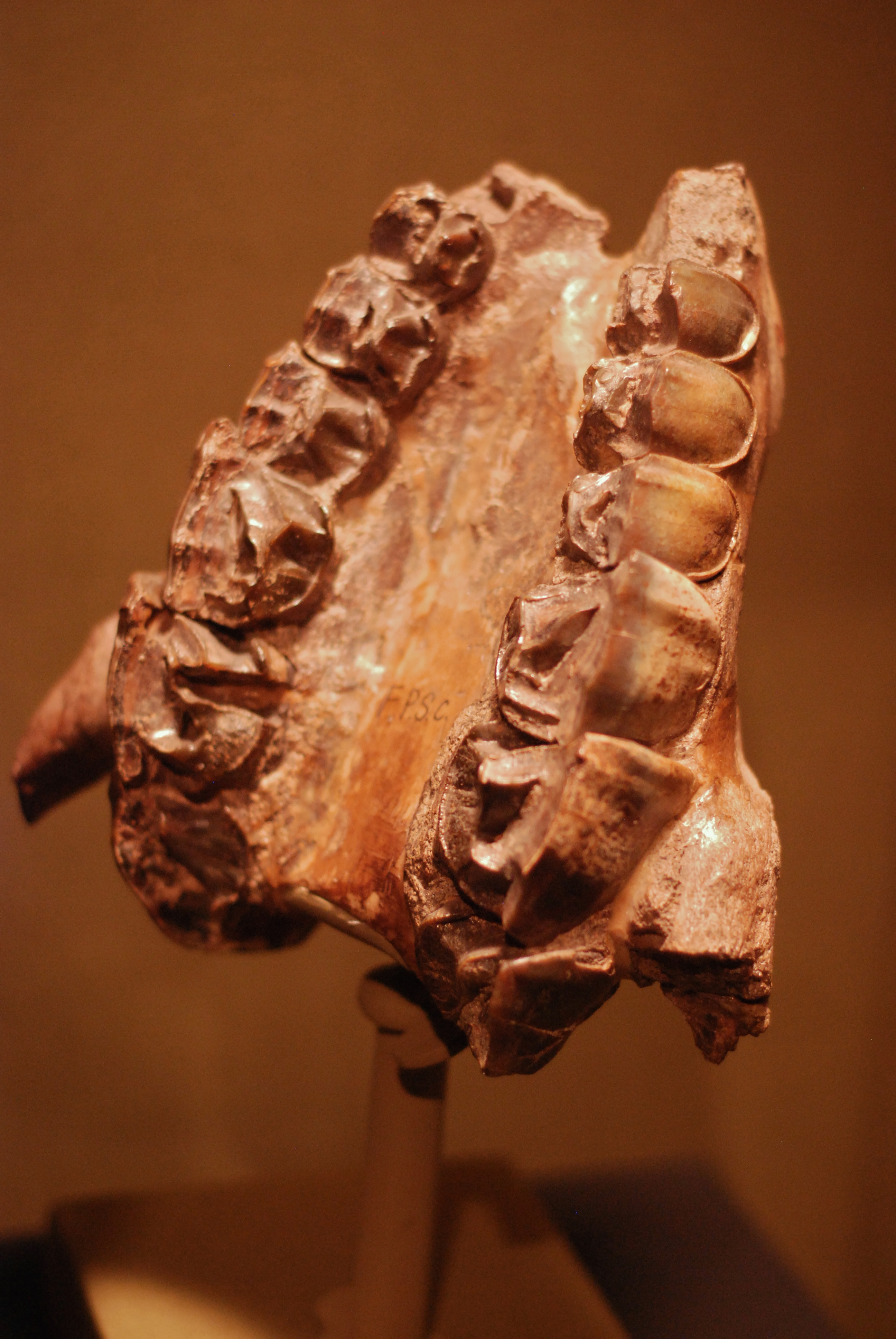
Kieferfragment von Homalodotherium

- Teushentherium Martínez, Dozo, Gelfo, Ciancio & González-José, 2021

- Familie „Isotemnidae“ Ameghino, 1897

- Isotemnus Ameghino, 1897
- Hedralophus Ameghino, 1901
- Thomashuxleya Ameghino, 1901 
- Pampatemnus Vucetich & Bond, 1982
- Coelostylodon Simpson, 1970
- Pleurostylodon Ameghino, 1897

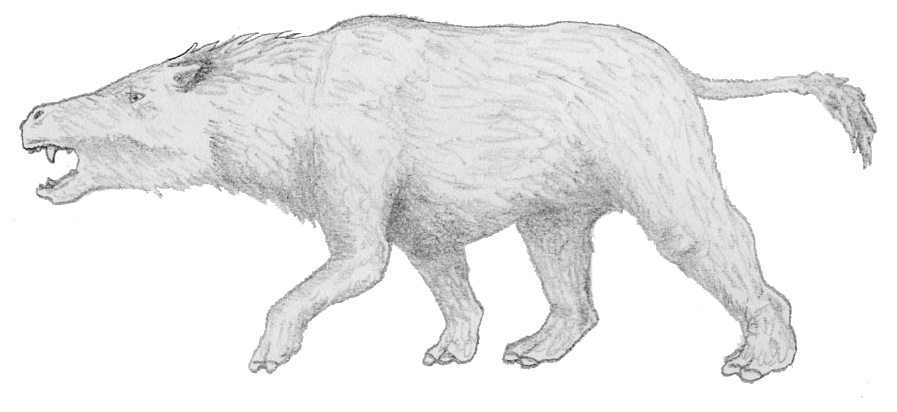
Thomashuxleya, Lebendrekonstruktion

- Maizotemnus Fernández, Zimicz, Troyelli, Chornogubsky, Bond, Arnal & Fernicola, 2025
- Anisotemnus Ameghino, 1921
- Rhyphodon Roth, 1899
- Distylophorus Ameghino, 1902
- Lophocoelus Ameghino, 1904
- Pleurocoelodon Ameghino, 1895

- Unterfamilie Haplodontheriinae Ameghino, 1907

- Paratrigodon Cabrera & Kraglievich, 1931
- Prototrigodon Kraglievich, 1930
- Pachynodon Burmeister, 1891
- Haplodontherium Ameghino, 1885
- Abothrodon Paula Couto, 1944
- Toxodontherium Ameghino, 1883
- Mesotoxodon Paula Couto, 1982
- Ocnerotherium Pascual, 1954
- Trigodon Ameghino, 1887
- Trigonodops Kraglievich, 1930
- Calchaquitherium  Nasif, Musalem & Cerdeño, 2000
- Xotodon Ameghino, 1887
- Mixotoxodon van Frank, 1957 

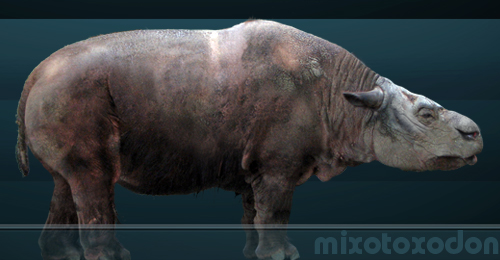
Mixotoxodon, Lebendrekonstruktion

- Familie Homalodotheriidae Gregory, 1910

- Periphragnis Roth, 1899
- Trigonolophodon Roth, 1903
- Asmodeus Ameghino, 1895
- Homalodotherium Flower, 1873 
- Chasicotherium Cabrera & Kraglievich, 1931

- ohne Rang Eutoxodontia Martínez, Dozo, Gelfo, Ciancio & González-José

- Familie „Notohippidae“ Ameghino, 1894

- Edvardocopeia Ameghino, 1901
- Acoelohyrax Ameghino, 1902
- Trimerostephanos Ameghino, 1895
- Mendozahippus Cerdeño & Vera, 2010
- Pascualihippus Shockey, 1997
- Rosendo Wyss, Flynn & Croft, 2018

- Unterfamilie Rhynchippinae Loomis, 1914

- Pampahippus Bond & Lopez, 1993
- Plexotemnus Ameghino, 1904
- Puelia Roth, 1902
- Eomorphippus Ameghino, 1901
- Patagonhippus López, Ribeiro & Bond, 2010
- Morphippus Ameghino, 1897
- Eurygenium Ameghino, 1895
- Rhynchippus Ameghino, 1897

- Unterfamilie Notohippinae Ameghino, 1894

- Nesohippus Ameghino, 1904
- Stilhippus Ameghino, 1904
- Perhippidion Ameghino, 1904
- Notohippus Ameghino, 1891
- Argyrohippus Ameghino, 1902
- Purperia Paula Couto, 1982

- Familie Toxodontidae Owen, 1845 

- Piauhytherium Guérin & Faure, 2013

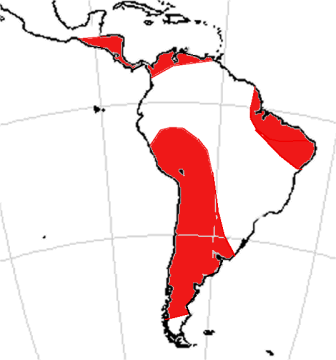
Verbreitungsgebiete der Toxodontidae

- Falcontoxodon Carrillo, Amson, Jaramillo, Sánchez, Quiroz, Cuartas, Rincón & Sánchez-Villagra, 2018

- Unterfamilie Nesodontinae Murray, 1866

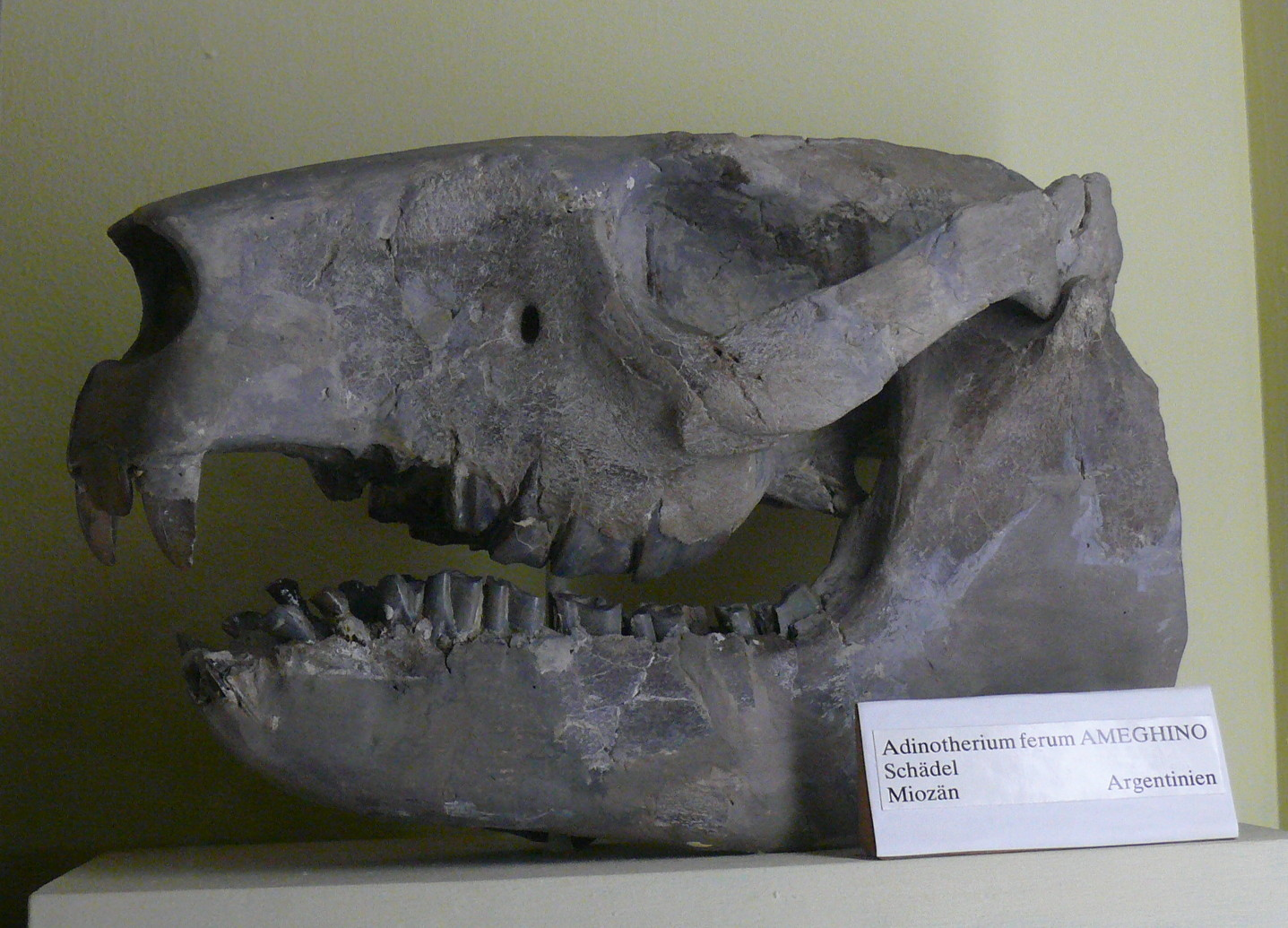
Schädel von Adinotherium ferum

- Proadinotherium Ameghino, 1895
- Posnanskytherium Liendo Lazarte, 1943
- Palyeidodon Roth, 1898
- Adinotherium Ameghino, 1887 
- Nesodon Owen, 1846 

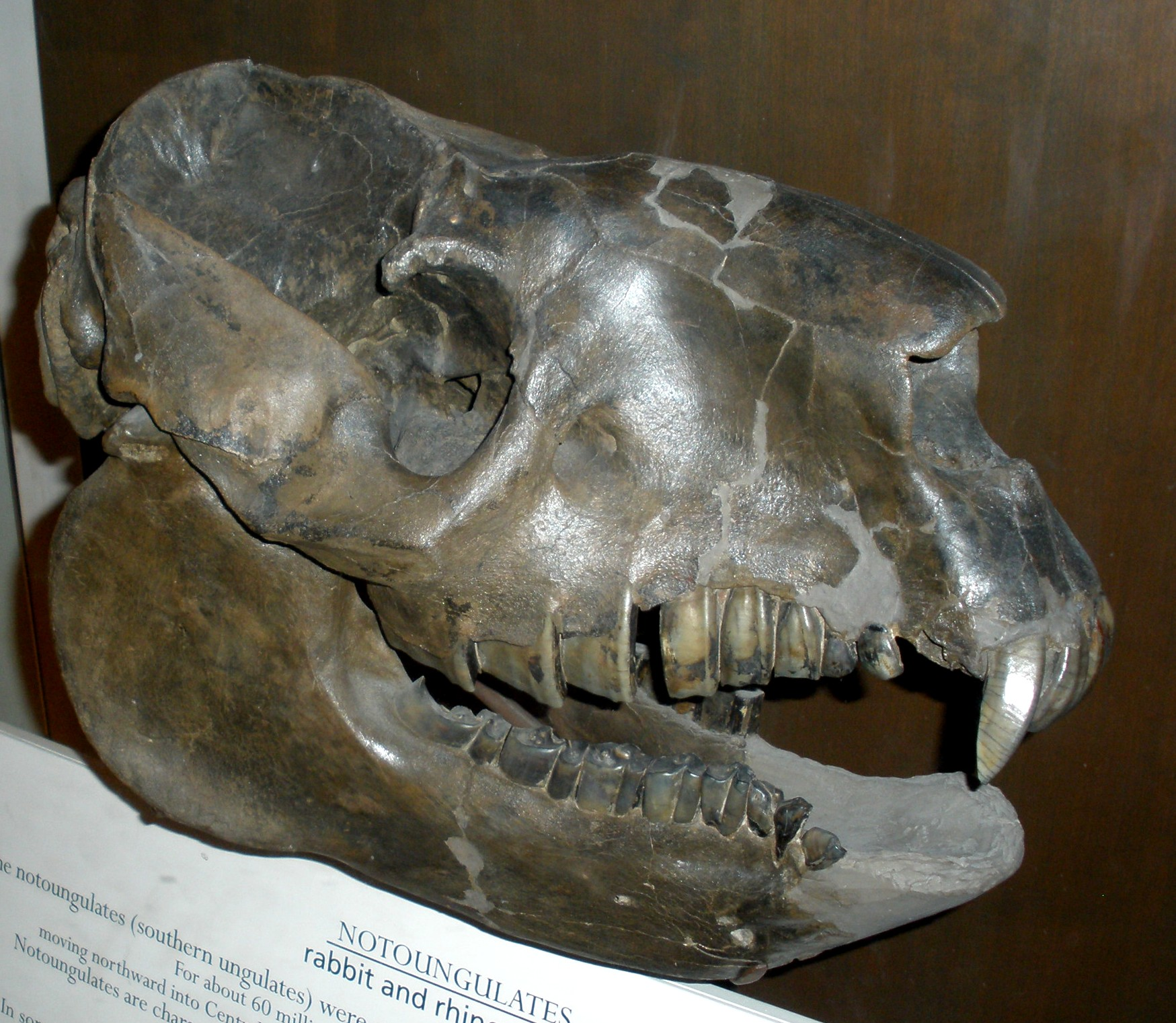
Schädel von Nesodon imbricatus

- Unterfamilie Toxodontinae Owen, 1845

- Minitoxodon Paula Couto, 1982
- Stereotoxodon Ameghino, 1904
- Stenotephanos Ameghino, 1886
- Hyperoxotodon Mercerat, 1895
- Nesodonopsis Roth, 1898
- Andinotoxodon Madden, 1997
- Eutomodus Ameghino, 1889
- Neotoxodon Paula Couto, 1982
- Mesenodon Paula Couto, 1982
- Pisanodon Zetti, 1972
- Neoadinotherium Bordas, 1941
- Hemixotodon Cabrera & Kraglievich, 1931
- Chapalmalodon Mercerat, 1917
- Charruatoxodon Ferrero, Schmidt, Pérez-García, Perea & Ribeiro
- Toxodon Owen, 1837
- Nonotherium Castellanos, 1942
- Ceratoxodon Ameghino, 1907

- Unterfamilie Dinotoxodontinae Madden, 1997

- Dinotoxodon Mercerat, 1895
- Plesiotoxodon Paula Couto, 1982
- Gyrinodon Hopwood, 1928
- Pericotoxodon Madden, 1997

- Familie Leontiniidae Ameghino, 1895

- Elmerriggsia Shockey, Flynn, Croft, Gans & Wyss, 2012
- Martinmiguelia Bond & Lopez, 1995
- Coquenia Deraco, Powell & Lopez, 2008
- Ancylocoelus Ameghino, 1895
- Leontinia Ameghino, 1895 
- Gualta Cerdeño & Vera, 2015
- Anayatherium Shockey, 2005
- Termastherium Wyss, Flynn & Croft, 2018
- Scarrittia Simpson, 1934
- Henricofilholia Ameghino, 1901
- Colpodon Burmeister, 1885
- Taubatherium Soria & Alvarenga, 1989
- Huilatherium Villarroel & Guerrero Diaz, 1985

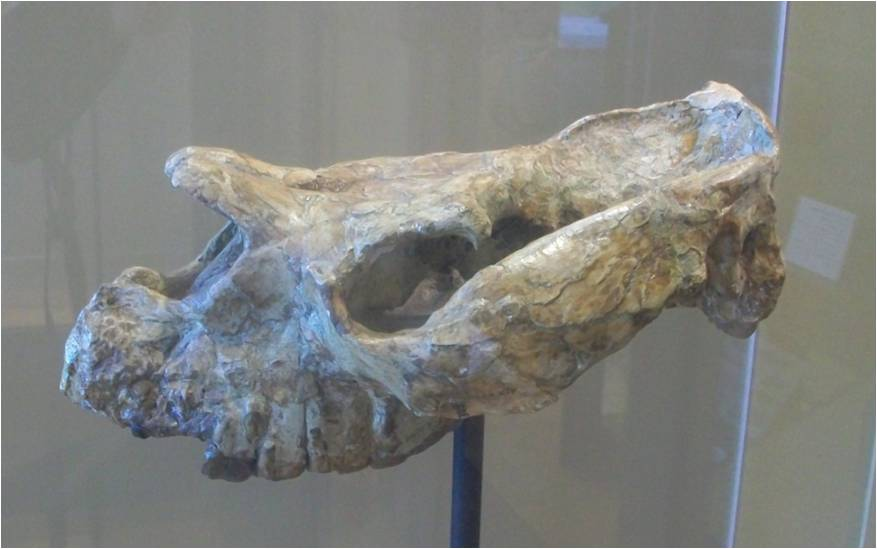
Schädel von Leontinia

- Unterordnung Typotheria Zittel, 1892

- Nesciotherium Roth, 1898
- Griphotherion López & Powell, 2011

- Familie Archaeopithecidae Ameghino, 1897

- Archaeopithecus Ameghino, 1897
- Acropithecus Ameghino, 1904
- Teratopithecus López, Gelfo, Bauzá, Bond & Tejedor, 2020

- Familie Oldfieldthomasiidae Simpson, 1945

- Dolichostylodon García López & Powell, 2009
- Colbertia Paula Couto, 1952
- Itaboraitherium Paula Couto, 1970
- Kibenikhoria Simpson, 1935
- Oldfieldthomasia Ameghino, 1901
- Maxschlosseria Ameghino, 1901
- Paginula Ameghino, 1901
- Ultrapithecus Ameghino, 1901
- Tsamnichoria Simpson, 1936

- Familie Interatheriidae Ameghino, 1887

- Johnbell Hitz, Flynn & Wyss, 2006
- Ignigena Hitz, Flynn & Wyss, 2006
- Progaleopithecus Ameghino, 1904

- Unterfamilie Notopithecinae Ameghino, 1897

- Punapithecus López & Bond, 1995
- Transpithecus Ameghino, 1901
- Antepithecus Ameghino, 1901
- Notopithecus Ameghino, 1897
- Guilielmoscottia Ameghino, 1901

- Unterfamilie Interatheriinae Ameghino, 1887

- Argyrohyrax Ameghino, 1897
- Eopachycuros Ameghino, 1901
- Santiagorothia Hitz, Reguero, Wyss & Flynn, 2000
- Proargyrohyrax Hitz, Reguero, Wyss & Flynn, 2000
- Archaeophylus Ameghino, 1897
- Cochilius Ameghino, 1902
- Plagiarthrus Ameghino, 1896
- Paracochilius Bordas, 1939
- Protypotherium Ameghino, 1882
- Boleatherium Vera, Scarano & Reguero, 2021
- Juchuysillu Croft & Anaya, 2020
- Epipatriarchus Ameghino, 1904
- Miocochilius Stirton, 1953
- Patriarchus Ameghino, 1889
- Brucemacfaddenia Hitz, Billet & Derryberry, 2008
- Federicoanaya Hitz, Billet & Derryberry, 2008
- Caenophilus Ameghino, 1904
- Interatherium Ameghino, 1887

- Unterfamilie Munyiziinae Kraglievich, 1931

- Munyizia Kraglievich, 1931

- Familie Campanorcidae Bond, Vucetich & Pascual, 1984

- Campanorco Bond, Vucetich & Pascual, 1984

- Familie Mesotheriidae Alston, 1876

- Ichhutherium Armella, Suriano, Cerdeño, García-López, Echaurren & Lothari, 1876
- Rusconitherium Cerdeñoa, Vera & Combina, 2018

- Unterfamilie Trachytheriinae Ameghino, 1894

- Trachytherus Ameghino, 1889
- Proedium Ameghino, 1895

- Unterfamilie Fiandraiinae Roselli, 1976

- Fiandraia Roselli, 1976

- Unterfamilie Mesotheriinae Alston, 1876 

- Eutypotherium Roth, 1901
- Microtypotherium Villarroel, 1974
- Plesiotypotherium Villarroel, 1974
- Typotheriopsis Cabrera & Kraglievich, 1931

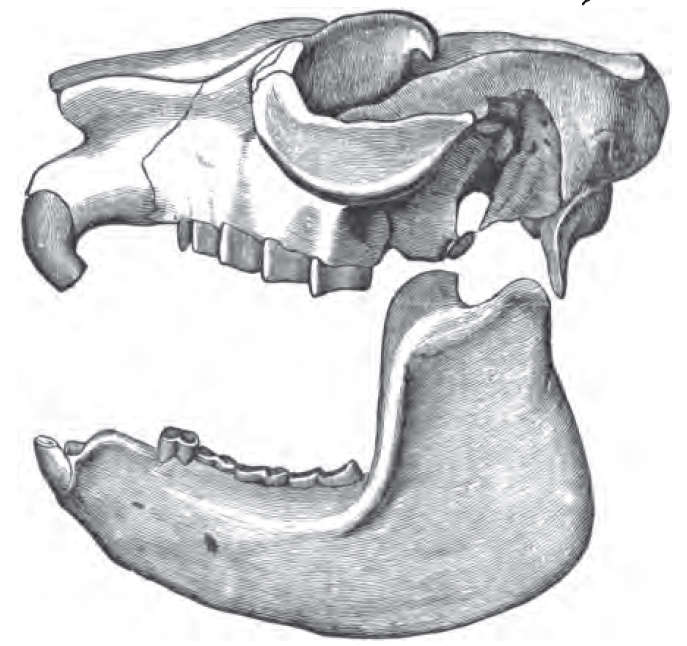
Schädel von Mesotherium

- Caraguatypotherium Flynn, Croft, Charrier, Wyss, Hérail & García, 2005
- Pseudotypotherium Ameghino, 1904
- Hypsitherium Anaya & MacFadden, 1995
- Mesotherium Serres, 1867
- Eotypotherium Croft, Flynn & Wyss, 2004
- Altitypotherium Croft, Flynn & Wyss, 2004

- Unterordnung Hegetotheria Simpson, 1945

- Eohegetotherium Ameghino, 1901
- Eopachyrucos Ameghino, 1901
- Pseudopachyrucos Ameghino, 1901
- Getohetherium Ameghino, 1904
- Tegehotherium Ameghino, 1904

- Familie Archaeohyracidae Ameghino, 1897

- Punohyrax Reguero, Croft, López & Alonso, 2008
- Eohyrax Ameghino, 1901
- Pseudhyrax Ameghino, 1901
- Bryanpattersonia Simpson, 1967
- Pascualhyrax Ferro, García-López, Saade, Alonso-Muruaga & Scanferla, 2023
- Archaeohyrax Ameghino, 1897

- Familie Hegetotheriidae Ameghino, 1894

- Unterfamilie Pachyrukhinae Lydekker, 1894

- Medistylus Stirton, 1952
- Propachyrucos Ameghino, 1897 
- Prosotherium Ameghino, 1897
- Pachyrukhos Ameghino, 1885
- Paedotherium Burmeister, 1888
- Tremacyllus Ameghino, 1891
- Raulringueletia Zetti, 1972

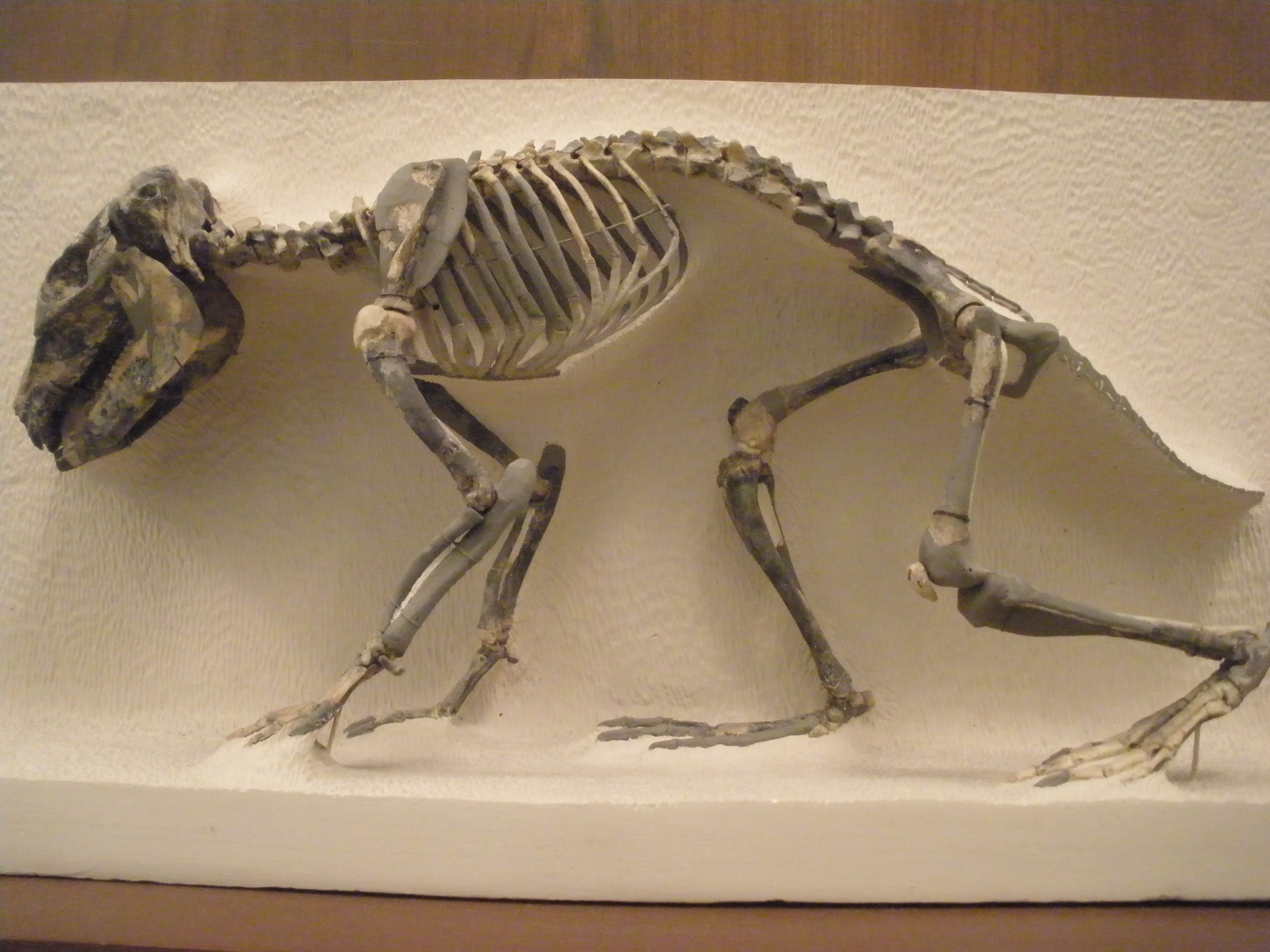
Skelett von Propachyrukhos

- Unterfamilie Hegetotheriinae Ameghino, 1894

- Sallatherium Reguero & Cerdeño, 2005
- Ethegotherium Simpson, Minoprio & Patterson, 1962
- Prohegetotherium Ameghino, 1897
- Hegetotherium Ameghino, 1887
- Pseudohegetotherium Cabrera & Kraglievich, 1931
- Hemihegetotherium Rovereto, 1914